# Good Time (Owl City & Carly Rae Jepsen)
Good Time is een single van Owl City en Carly Rae Jepsen. Het nummer werd op 26 juni 2012 uitgebracht als losse single.
Het nummer werd onder meer gedraaid in het programmaonderdeel "repeat of niet" van Qmusic en was tevens een Alarmschijf op Radio 538.

## Hitnoteringen

### Nederlandse Top 40
| Hitnotering: 28-07-2012 t/m 08-12-2012 | Hitnotering: 28-07-2012 t/m 08-12-2012 | Hitnotering: 28-07-2012 t/m 08-12-2012 | Hitnotering: 28-07-2012 t/m 08-12-2012 | Hitnotering: 28-07-2012 t/m 08-12-2012 | Hitnotering: 28-07-2012 t/m 08-12-2012 | Hitnotering: 28-07-2012 t/m 08-12-2012 | Hitnotering: 28-07-2012 t/m 08-12-2012 | Hitnotering: 28-07-2012 t/m 08-12-2012 | Hitnotering: 28-07-2012 t/m 08-12-2012 | Hitnotering: 28-07-2012 t/m 08-12-2012 | Hitnotering: 28-07-2012 t/m 08-12-2012 | Hitnotering: 28-07-2012 t/m 08-12-2012 | Hitnotering: 28-07-2012 t/m 08-12-2012 | Hitnotering: 28-07-2012 t/m 08-12-2012 | Hitnotering: 28-07-2012 t/m 08-12-2012 | Hitnotering: 28-07-2012 t/m 08-12-2012 | Hitnotering: 28-07-2012 t/m 08-12-2012 | Hitnotering: 28-07-2012 t/m 08-12-2012 | Hitnotering: 28-07-2012 t/m 08-12-2012 | Hitnotering: 28-07-2012 t/m 08-12-2012 | Hitnotering: 28-07-2012 t/m 08-12-2012 |
| Week:                                  | 1                                      | 2                                      | 3                                      | 4                                      | 5                                      | 6                                      | 7                                      | 8                                      | 9                                      | 10                                     | 11                                     | 12                                     | 13                                     | 14                                     | 15                                     | 16                                     | 17                                     | 18                                     | 19                                     | 20                                     |                                        |
| -------------------------------------- | -------------------------------------- | -------------------------------------- | -------------------------------------- | -------------------------------------- | -------------------------------------- | -------------------------------------- | -------------------------------------- | -------------------------------------- | -------------------------------------- | -------------------------------------- | -------------------------------------- | -------------------------------------- | -------------------------------------- | -------------------------------------- | -------------------------------------- | -------------------------------------- | -------------------------------------- | -------------------------------------- | -------------------------------------- | -------------------------------------- | -------------------------------------- |
| Positie:                               | 36                                     | 31                                     | 21                                     | 10                                     | 9                                      | 9                                      | 8                                      | 8                                      | 7                                      | 8                                      | 9                                      | 9                                      | 13                                     | 13                                     | 19                                     | 21                                     | 21                                     | 22                                     | 28                                     | 40                                     | uit                                    |

### NederlandseSingle Top 100
| Hitnotering: 14-07-2012 t/m 01-12-2012 | Hitnotering: 14-07-2012 t/m 01-12-2012 | Hitnotering: 14-07-2012 t/m 01-12-2012 | Hitnotering: 14-07-2012 t/m 01-12-2012 | Hitnotering: 14-07-2012 t/m 01-12-2012 | Hitnotering: 14-07-2012 t/m 01-12-2012 | Hitnotering: 14-07-2012 t/m 01-12-2012 | Hitnotering: 14-07-2012 t/m 01-12-2012 | Hitnotering: 14-07-2012 t/m 01-12-2012 | Hitnotering: 14-07-2012 t/m 01-12-2012 | Hitnotering: 14-07-2012 t/m 01-12-2012 | Hitnotering: 14-07-2012 t/m 01-12-2012 | Hitnotering: 14-07-2012 t/m 01-12-2012 | Hitnotering: 14-07-2012 t/m 01-12-2012 | Hitnotering: 14-07-2012 t/m 01-12-2012 | Hitnotering: 14-07-2012 t/m 01-12-2012 | Hitnotering: 14-07-2012 t/m 01-12-2012 | Hitnotering: 14-07-2012 t/m 01-12-2012 | Hitnotering: 14-07-2012 t/m 01-12-2012 | Hitnotering: 14-07-2012 t/m 01-12-2012 | Hitnotering: 14-07-2012 t/m 01-12-2012 | Hitnotering: 14-07-2012 t/m 01-12-2012 | Hitnotering: 14-07-2012 t/m 01-12-2012 |
| Week:                                  | 1                                      | 2                                      | 3                                      | 4                                      | 5                                      | 6                                      | 7                                      | 8                                      | 9                                      | 10                                     | 11                                     | 12                                     | 13                                     | 14                                     | 15                                     | 16                                     | 17                                     | 18                                     | 19                                     | 20                                     | 21                                     |                                        |
| -------------------------------------- | -------------------------------------- | -------------------------------------- | -------------------------------------- | -------------------------------------- | -------------------------------------- | -------------------------------------- | -------------------------------------- | -------------------------------------- | -------------------------------------- | -------------------------------------- | -------------------------------------- | -------------------------------------- | -------------------------------------- | -------------------------------------- | -------------------------------------- | -------------------------------------- | -------------------------------------- | -------------------------------------- | -------------------------------------- | -------------------------------------- | -------------------------------------- | -------------------------------------- |
| Positie:                               | 72                                     | 61                                     | 45                                     | 26                                     | 22                                     | 21                                     | 18                                     | 22                                     | 15                                     | 15                                     | 20                                     | 22                                     | 25                                     | 30                                     | 20                                     | 23                                     | 26                                     | 36                                     | 50                                     | 65                                     | 91                                     | uit                                    |

### VlaamseUltratop 50
| Hitnotering: 04-08-2012 t/m 17-11-2012 | Hitnotering: 04-08-2012 t/m 17-11-2012 | Hitnotering: 04-08-2012 t/m 17-11-2012 | Hitnotering: 04-08-2012 t/m 17-11-2012 | Hitnotering: 04-08-2012 t/m 17-11-2012 | Hitnotering: 04-08-2012 t/m 17-11-2012 | Hitnotering: 04-08-2012 t/m 17-11-2012 | Hitnotering: 04-08-2012 t/m 17-11-2012 | Hitnotering: 04-08-2012 t/m 17-11-2012 | Hitnotering: 04-08-2012 t/m 17-11-2012 | Hitnotering: 04-08-2012 t/m 17-11-2012 | Hitnotering: 04-08-2012 t/m 17-11-2012 | Hitnotering: 04-08-2012 t/m 17-11-2012 | Hitnotering: 04-08-2012 t/m 17-11-2012 | Hitnotering: 04-08-2012 t/m 17-11-2012 | Hitnotering: 04-08-2012 t/m 17-11-2012 | Hitnotering: 04-08-2012 t/m 17-11-2012 | Hitnotering: 04-08-2012 t/m 17-11-2012 |
| Week:                                  | 1                                      | 2                                      | 3                                      | 4                                      | 5                                      | 6                                      | 7                                      | 8                                      | 9                                      | 10                                     | 11                                     | 12                                     | 13                                     | 14                                     | 15                                     | 16                                     |                                        |
| -------------------------------------- | -------------------------------------- | -------------------------------------- | -------------------------------------- | -------------------------------------- | -------------------------------------- | -------------------------------------- | -------------------------------------- | -------------------------------------- | -------------------------------------- | -------------------------------------- | -------------------------------------- | -------------------------------------- | -------------------------------------- | -------------------------------------- | -------------------------------------- | -------------------------------------- | -------------------------------------- |
| Positie:                               | 29                                     | 19                                     | 13                                     | 9                                      | 8                                      | 6                                      | 9                                      | 10                                     | 10                                     | 18                                     | 26                                     | 28                                     | 32                                     | 37                                     | 42                                     | 47                                     | uit                                    |

### VlaamseRadio 2 Top 30
| Hitnotering: 04-08-2012 t/m 24-11-2012 | Hitnotering: 04-08-2012 t/m 24-11-2012 | Hitnotering: 04-08-2012 t/m 24-11-2012 | Hitnotering: 04-08-2012 t/m 24-11-2012 | Hitnotering: 04-08-2012 t/m 24-11-2012 | Hitnotering: 04-08-2012 t/m 24-11-2012 | Hitnotering: 04-08-2012 t/m 24-11-2012 | Hitnotering: 04-08-2012 t/m 24-11-2012 | Hitnotering: 04-08-2012 t/m 24-11-2012 | Hitnotering: 04-08-2012 t/m 24-11-2012 | Hitnotering: 04-08-2012 t/m 24-11-2012 | Hitnotering: 04-08-2012 t/m 24-11-2012 | Hitnotering: 04-08-2012 t/m 24-11-2012 | Hitnotering: 04-08-2012 t/m 24-11-2012 | Hitnotering: 04-08-2012 t/m 24-11-2012 | Hitnotering: 04-08-2012 t/m 24-11-2012 | Hitnotering: 04-08-2012 t/m 24-11-2012 | Hitnotering: 04-08-2012 t/m 24-11-2012 | Hitnotering: 04-08-2012 t/m 24-11-2012 |
| Week:                                  | 1                                      | 2                                      | 3                                      | 4                                      | 5                                      | 6                                      | 7                                      | 8                                      | 9                                      | 10                                     | 11                                     | 12                                     | 13                                     | 14                                     | 15                                     | 16                                     | 17                                     |                                        |
| -------------------------------------- | -------------------------------------- | -------------------------------------- | -------------------------------------- | -------------------------------------- | -------------------------------------- | -------------------------------------- | -------------------------------------- | -------------------------------------- | -------------------------------------- | -------------------------------------- | -------------------------------------- | -------------------------------------- | -------------------------------------- | -------------------------------------- | -------------------------------------- | -------------------------------------- | -------------------------------------- | -------------------------------------- |
| Positie:                               | 22                                     | 19                                     | 17                                     | 11                                     | 5                                      | 3                                      | 3                                      | 3                                      | 3                                      | 4                                      | 5                                      | 8                                      | 10                                     | 13                                     | 18                                     | 26                                     | 29                                     | uit                                    |